# Paulaner Brauerei Gruppe

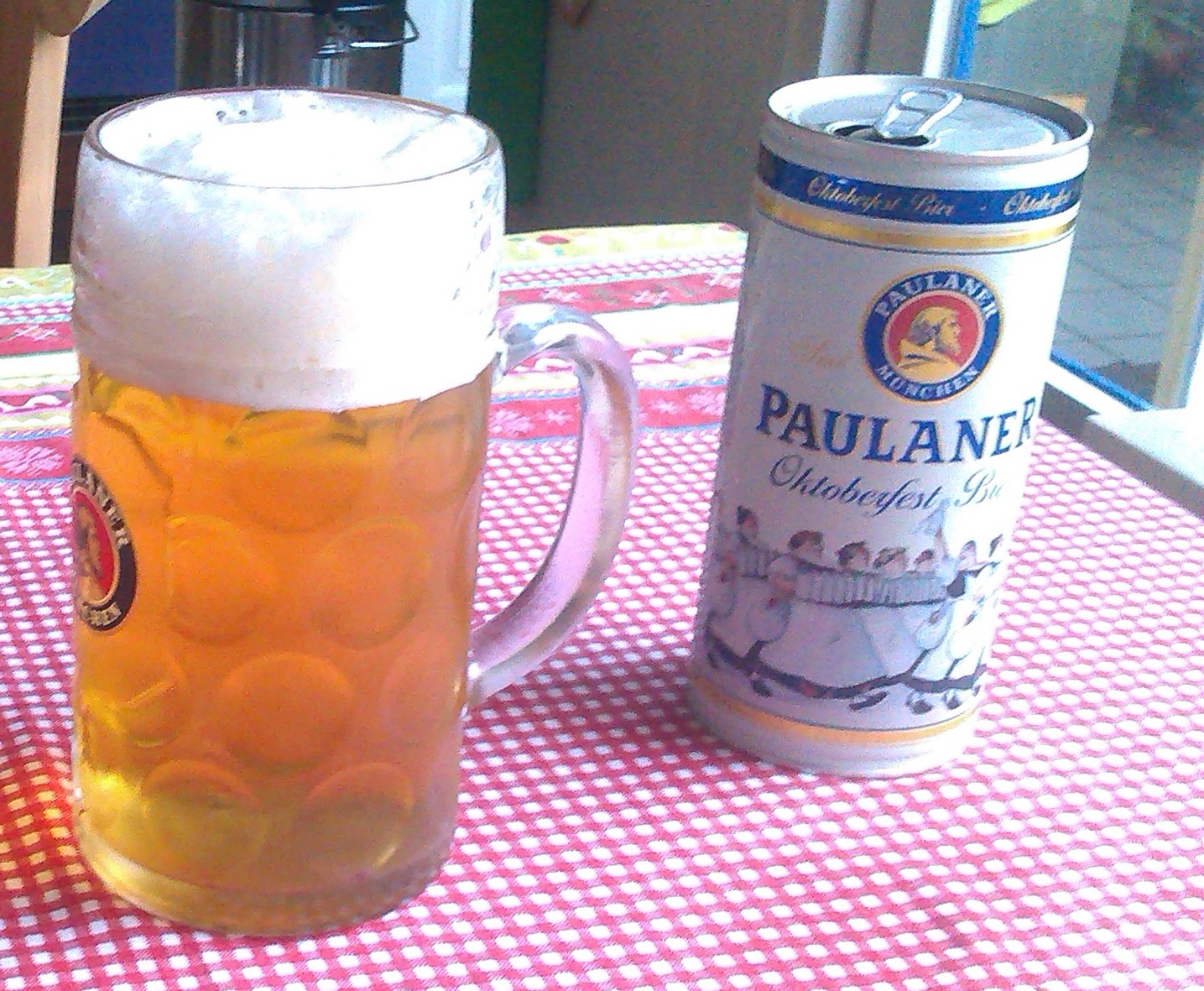
Een literpul Paulaner Oktoberfest Bier

De Paulaner Brauerei Gruppe GmbH & Co. KGaA is een Duitse brouwerijgroep met hoofdzetel in München, die voor 30% in handen van het Nederlandse Heineken is. De andere 70% is eigendom van de Schörghuber Unternehmensgruppe.

## Geschiedenis
De brouwerij dankt haar naam aan de monniken van de Orde der Miniemen, die in het Duits Paulaner worden genoemd. Op het logo van de brouwerij prijkt Franciscus van Paola, de stichter van de orde. De monniken begonnen in 1634 met het brouwen van bokbier, dat op de naamdag van Franciscus in het openbaar uitgeschonken werd en een grote populariteit verwierf. Het huidige recept van het Paulanerbier zou op de brouwmeester Valentin Stephan Still teruggaan, die als „Broeder Barnabas” bekendstond.
Het klooster Neudeck in het Münchense stadsdeel Au-Haidhausen, waar de Paulaner hun hoofdkwartier hadden, werd in 1799 opgeheven en tot een tuchthuis omgevormd, dat tot 2009 zou blijven bestaan als de gevangenis van Neudeck. In 1813 nam Franz Xaver Zacherl de kloosterbrouwerij over en gaf ze het epitheton Salvator. In 1861 werd de Salvatorkeller op de Nockherberg geopend, een bierterras aan de oevers van de Isar waar jaarlijks een groots bokbierfeest met humoristische toespraken gehouden wordt. In 1928 fuseerde Salvator met de Gebrüder Thomas Bierbrauerei tot de Paulaner Salvator Thomas Bräu, die in 1994 tot Paulaner Brauerei AG omgedoopt werd. Uiteindelijk kreeg de brouwerij in 1999 haar huidige naam.
Van oudsher luidt de reclameslogan van Paulaner: „Gut. Besser. Paulaner.” Walter Sedlmayr was vele jaren, tot zijn dood in 1990, het gezicht van de Paulaner-reclame.
De Paulaner Brouwerij is de beheermaatschappij van Paulaner Brauerei Gruppe GmbH & Co. KGaA. Zeventig procent van het bedrijf is in handen van de Schörghuber Unternehmensgruppe en 30% van Heineken International B.V..
Voor het eerst in de geschiedenis exporteerde Paulaner in 2016 een miljoen hectoliter naar de rest van de wereld. Paulaner wordt geconsumeerd in meer dan 70 landen over de hele wereld.

### Paulaner Brauerei Gruppe
In februari 2017 kondigde Schörghuber aan dat de Brau Holding International GmbH & Co. KGaA en de Paulaner Brauerei GmbH & Co. KG werden samengevoegd. Het nieuwe bedrijf kreeg de naam Paulaner Brauerei Gruppe GmbH & Co. KGaA. De Schörghuber Unternehmensgruppe bezit 70% en Heineken 30%. De fusie werd voltooid op 4 juli 2017.

## Brouwerijen
Volgende brouwerijen en biermerken behoren tot de groep:
- Paulaner Brauerei Gruppe:
  - Paulaner Brauerei, München
  - Hacker-Pschorr, München
  - Thurn und Taxis, Regensburg
  - Auerbräu, Rosenheim
  - Weißbierbrauerei Hopf, Miesbach
- Kulmbacher Brauerei AG (voor 63 % van de Brau Holding International):
  - Kulmbacher Brauerei, Kulmbach
  - Sternquell, Plauen
  - Braustolz, Chemnitz
  - Scherdel, Hof
  - Würzburger Hofbräu, Würzburg
  - Bad Brambacher Mineralbrunnen, Bad Brambach
- Südwest Gruppe
  - Fürstlich Fürstenbergische Brauerei, Donaueschingen
  - Privatbrauerei Hoepfner, Karlsruhe
  - Privat-Brauerei Schmucker, Mossautal

## Bieren van Paulaner
- Paulaner Hefe-Weißbier (Naturtrüb / Dunkel / Kristall / Leicht / Alkoholfrei)
- Paulaner Original Münchner (Hell / Dunkel / Urtyp / Märzen)
- Paulaner Münchner Hell (Leicht / Alkoholfrei / Diät Bier)
- Paulaner Premium Pils
- Paulaner Roggen
- Paulaner Oktoberfest Bier
- Paulaner Radler
- Paulaner Salvator

## Incident met satirische toespraak
Tijdens de jaarlijkse Starkbieranstich, het sterkebierenfestival op de Nockherberg, neemt traditiegetrouw een komiek de rol van Broeder Barnabas in, die in een humoristische toespraak, 'de preek van Broeder Barnabas', de draak steekt met bekende personen en de actualiteit. In 2010 was dit de komiek Michael Lerchenberg; op diens toespraak was Minister van Buitenlandse Zaken Guido Westerwelle uitgenodigd. In zijn preek maakte Lerchenberg gewag van een kamp voor Hartz IV-ontvangers, die bewaakt worden door 'geelhemden' (de kleur van Westerwelles partij FDP) onder een poort van gietijzer met daarop de slogan 'Leistung muss sich wieder lohnen'. De verwijzing naar de concentratiekampen en de slogan Arbeit macht frei was duidelijk. Dit lokte verontwaardiging uit bij de Zentralrat der Juden, en Westerwelle zelf verklaarde dat hij niet langer op de Starkbieranstich uitgenodigd wenste te worden. Lerchenberg hield zijn rede ten tijde van het debat rond de laat-Romeinse decadentie, en verdedigde zijn preek. Uiteindelijk trok hij zich tezamen met zijn partner Christian Springer terug als redenaar.